# Кондрут Віталій Ігорович
Віталій Ігорович Кондрут (нар. 15 лютого 1984, Джанкой) — український трековий та шосейний велогонщик. На початку 2000-х років перебував у трековій національній збірній України, чемпіон Європи серед юніорів у командних перегонах переслідування, срібний призер світової першості. Протягом 2007—2012 років виступав у шосейних велоперегонах на професійному рівні, представляв команди ISD-Sport Donetsk, ISD-Neri, Lampre-ISD, Kolss. Майстер спорту України міжнародного класу.

## Життєпис
Народився 15 лютого 1984 року у місті Джанкой Кримської області Української РСР. Проходив підготовку в Донецьку під керівництвом заслуженого тренера України Миколи Мірчановича Мирзи.
Вперше заявив про себе на міжнародній арені 2001 року, коли увійшов до складу української національної збірної та побував на трековому чемпіонаті Європи серед юніорів в італійському Фйоренцуола-д'Арда, звідки привіз дві срібні нагороди, які виграв у індивідуальних перегонах переслідування та в перегонах за очками. Через рік на аналогічних змаганнях у німецькому Бюттгені став бронзовим призером в індивідуальному переслідуванні і здобув перемогу в командному переслідуванні. Крім того, здобув срібло в перегонах за очками на юніорському чемпіонаті світу.
Від 2005 року виступав переважно на шосе, зайняв призові позиції на кількох регіональних перегонах в Італії.
2006 року переміг на чемпіонаті України серед андерів у шосейних групових перегонах, продовжив успішно виступати в італійських перегонах.
Від 2007 року представляв новостворену донецьку континентальну команду ISD-Sport Donetsk. У її складі здобув перемогу на Гран-прі Одеси, став другим на Гран-прі Москви та третім на Флеш дю Сюд.
2008 року виграв перегони Ля Ру Туранжель та Тур де Рібас, став срібним призером одного з етапів Гран-прі Донецька.
Показавши досить високі результати, 2009 року Кондрут перейшов у споріднену українсько-італійську команду ISD-Neri, яка мала проконтинентальний статус. У цей час йому довелося взяти участь у монументальній класиці Джиро ді Ломбардія, таких перегонах вищої категорії як Джиро дель П'ємонте, Гран-прі Фурмі, Класика Брюсселя, Тур Люксембургу, Тур Лангкаві, Тур озера Цинхай та ін. Посів третє місце в генеральній класифікації багатоденних перегонів першої категорії Вольта Алентежу в Португалії.
Сезон 2011 року провів у професійній італійській команді Lampre-ISD, яка має ліцензію ПроТуру. Цього сезону він стартував на найпрестижніших змаганнях з шосейного велоспорту: Тур Фландрії, Париж — Рубе, Крітеріум Дофіне, Гент — Вевельгем. Тим не менш, у всіх цих гонках він працював на лідера команди і був далекий від потрапляння до призерів.
Востаннє виступав на професійному рівні в сезоні 2012 року у складі київської континентальної команди Kolss. Відзначився виступами на кількох великих перегонах у Росії: Гран-прі Сочі, Гран-прі Адигеї, Кубок мера, Меморіал Олега Дяченка, П'ять кілець Москви.
За визначні спортивні досягнення відзначений почесним званням Майстер спорту України міжнародного класу.
Закінчив Донецький державний інститут здоров'я, фізичного виховання і спорту.